# Vương miện tiara

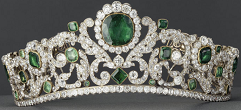
Mũ tiara đính kim cương và ngọc lục bảo của Công tước phu nhân xứ Angoulême, chế tác năm 1820, hiện trưng bày tại bảo tàng Louvre

Mũ tiara ngọc trai và ngọc lục bảo dưới thời Nam-Bắc triều Trung Quốc (420–589)

Mũ tiara hay mũ miện (tiếng Anh: tiara, tiếng Latinh: tiara, tiếng Hy Lạp cổ: τιάρα) là một loại vương miện truyền thống đính các loại đá quý và châu báu, thường được phụ nữ đội trên đầu. Tiara được sử dụng trong những dịp trang trọng, đặc biệt trong các buổi yến tiệc, dạ hội.

## Lịch sử

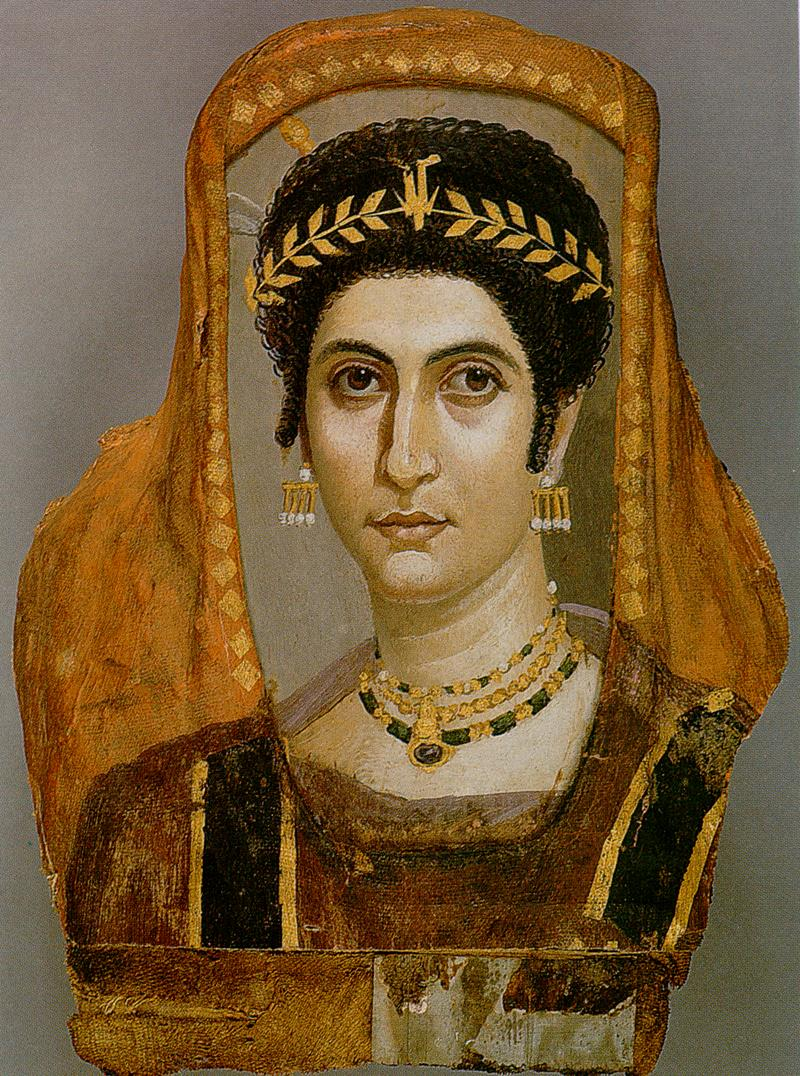
Tranh chân dung vẽ trên nắp quan tài xác ướp của một người phụ nữ, để ý vòng hoa mà người này đội trên đầu, thời điểm năm 100-110

Trong tiếng Anh, hai từ "tiara" và "diadem" có cùng một ý nghĩa khi dịch sang các ngôn ngữ khác, và chúng cũng có thể được sử dụng thay thế cho nhau. Cả hai từ đều có nghĩa là một món đồ trang sức đội đầu được con người từ xa xưa đội trên đầu để thể hiện địa vị xã hội cao của mình. Chuyên gia đá quý và đồ cổ Geoffrey Munn cho biết, "thuật ngữ "tiara" có nguồn gốc từ tiếng Ba Tư, khi đó nó vốn để chỉ những vị vua đứng đầu đội những chiếc vương miện trang trí bằng đá quý màu tím và trắng; đến hiện tại, nó dùng để chỉ hầu như tất cả những loại trang sức đội đầu." Trên thế giới, người Hy Lạp và La Mã cổ dùng vàng để chế tác ra những tràng hoa đội đầu, trong khi người Scythia tạo ra những chiếc vòng cứng, lấy cảm hứng từ mũ kokoshnik của Nga, để làm đồ trang sức diện trên đầu. Tuy nhiên, sau sự sụp đổ của Đế quốc La Mã, phong trào sử dụng vương miện tiara cũng không còn thịnh hành như trước.

## Cuối thế kỷ 18 đến hiện tại

Vương miện kim cương và ngọc trai của Công nương xứ Baden, Stéphanie de Beauharnais, chế tác khoảng năm 1830, hiện được trưng bày tại bảo tàng cung điện Mannheim, Đức.

Vào khoảng cuối thế kỷ thứ 18, phong cách nghệ thuật Tân cổ điển mang vương miện tiara trở lại với xã hội đương thời, mặc dù lúc này chúng chỉ là đồ trang sức dành cho phụ nữ. Các nghệ nhân giai đoạn này đã tạo ra những chiếc vòng đội đầu mới làm từ đá quý, lấy cảm hứng từ thời La Mã và Hy Lạp cổ. Hoàng đế Pháp Napoléon Bonaparte và hoàng hậu Joséphine de Beauharnais cũng được nhắc đến trong vai trò phổ biến vòng tiara ra rộng rãi với phong cách thời trang trong đế chế mới (cuối những năm 1700 - đầu những năm 1800). Vua Napoleon khi đó đã tặng cho hoàng hậu Joséphine nhiều bộ trang sức lớn, trong đó bao gồm cả những chiếc vòng tiara.
Nhiều thông tin cho rằng nữ vương Elizabeth II là người đang sở hữu bộ sưu tập tiara lớn và giá trị nhất trên thế giới. Nhiều chiếc trong số đó là tài sản thừa kế từ Vương thất Anh. Bà cũng thường được thấy đội vương miện tiara trong những sự kiện mang tính chất quốc gia. Nữ hoàng được thừa kế nhiều nhiều vòng trang sức, đặc biệt là từ Hoàng hậu Alexandra của Đan Mạch.
Vương hậu Mary xứ Teck đặt mua chiếc vương miện Grand Duchess Vladimir vào những năm 1920, đây là một chiếc tiara với nhiều vòng kim cương đính cài vào nhau. Vương hậu cũng có một chiếc vương miện khác được chế tác riêng cho buổi họp hoàng gia Delhi Durbar tổ chức năm 1911 tại Ấn Độ. Vương miện này cũng từng được Nữ Công tước xứ Cornwall, vợ của Thái tử Charles, Thân vương xứ Wales, sử dụng.
Các nữ chúa, vương nữ vương phi khác trên thế giới cũng thường dùng vương miện tiara làm đồ trang sức trong những buổi dạ hội trang trọng. Vương thất Thụy Điển hay các nước Đan Mạch, Hà Lan và Tây Ban Nha đều có những bộ sưu tập tiara lộng lẫy. Hoàng gia Iran cũng có một bộ sưu tập tiara lớn, kể từ sau cuộc cách mạng Hồi giáo, số vương miện này được trưng bày ở bảo tàng đá quý tại thủ đô Tehran.